# Glenn Andreotta
Glenn Urban Andreotta, né le 30 octobre 1947 à Newton et mort le 8 avril 1968 dans la province de Quảng Ngãi, est un militaire américain pendant la guerre du Viêt Nam.
À la découverte du massacre de Mỹ Lai perpétré par les Américains, cet équipier d'hélicoptère et ses coéquipiers (Hugh Thompson, Jr. et Lawrence Colburn) interviennent pour tenter de mettre fin à ce massacre.
Il meurt au combat peu après le massacre. Il recevra une Bronze Star et une Soldier's Medal à titre posthume pour son rôle dans le massacre.
Son nom est listé sur le Vietnam Veterans Memorial.